# 1on1
『1on1』（わんおんわん）は、1998年11月26日にとしてジョルダンより発売されたPlayStation用バスケットボールゲームソフトである。井上雄彦がキャラクターデザインおよびストーリーコンセプトを担当している。
翌年の1999年にリリースされたアーケードへの移植版『1on1 Government』では2人チーム対戦が追加された。さらにこのアーケード版がPlayStationに逆移植され、2000年5月2日にSIMPLE1500シリーズの『Vol.30 THE バスケット 1on1プラス』として発売された。
2009年9月24日より、PlayStation Storeにて『1on1』のゲームアーカイブス版が配信中である。

## 概要
バスケットボールの1on1を題材としているが、パンチやキックをしてもファウルを取られない、コンボゲージが存在する、コマンド入力で特殊な技を出せるなど対戦型格闘ゲームの要素もある。